# Karl-Otto Koch
Karl-Otto Koch (2 de agosto de 1897 – 5 de abril de 1945) foi um Standartenführer (Coronel) alemão da Schutzstaffel (SS), conhecido por comandar os campos de concentração nazistas de Buchenwald e de Sachsenhausen. Mais tarde também assumiu o comando do campo de concentração de Majdanek. 
Denunciado por crimes cometidos contra prisioneiros, Koch foi detido por ordem da SS, julgado e condenado à morte, tendo sido executado por um pelotão de fuzilamento em 1945.